# Itoplectis mexicana
Itoplectis mexicana là một loài tò vò trong họ Ichneumonidae.